# Laxögrundet
Laxögrundet is een  van de eilanden van de Lule-archipel. Het is naar de zalm, lax, genoemd, die hier veel voorkomt. Het eiland ligt in de Rånefjärden in het noorden van de Botnische Golf bij Zweden. Er staan op de kust rondom het eiland enige kleine huizen, maar het eiland heeft geen vaste oeververbinding. Het eiland is alleen met een eigen vaartuig te bereiken. Het eiland Laxön ligt drie kilometer naar het zuiden.
Ågrundet · Alskäret · Avasjögrundet · Fågelreven · Flakaskäret · Fliggen · Furuholmen · Grangrundet · Granholmen · Hällholmen · Kilsgrundet · Köpmanholmen · Långholmen · Laxön · Laxögrundet · Lill-Kilholmen · Lönngrundet · Piltreven · Rödbergsgrunden · Sandviksreven · Skärgrundet · Skärgrundsflagan · Stor-Kilholmen · Stor-Lönngrundet · Troppen · Yttre Sandgrundet